# Ben-Zion Weinman

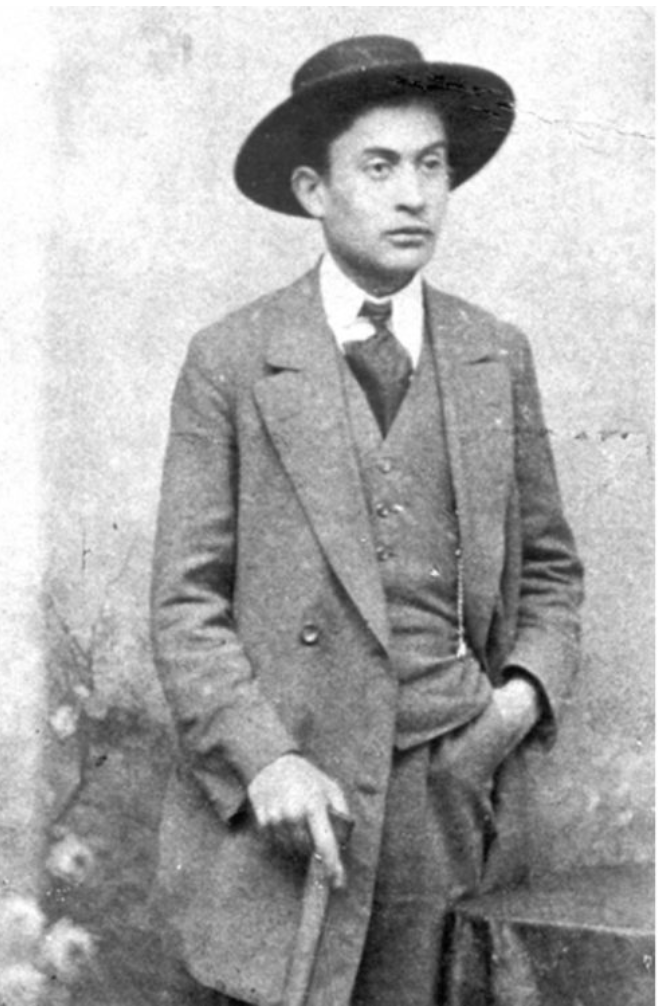
Ben-Zion Weinman, 1915

Ben-Zion Weinman (* 8. Juli 1897 in Starokostjantyniw, Russisches Reich; † 23. Januar 1987 in New York City) war ein russisch-amerikanischer Maler jüdischer Abstammung. Sein Künstlername war Ben-Zion. Er arbeitete auch als Grafiker, Bildhauer, Pädagoge und Dichter. Er war Mitglied der expressionistischen Künstlergruppe The Ten. Er ist vor allem für seine biblischen Gemälde und Radierungen bekannt.

## Leben
Ben-Zion wurde als Ben-Zion Weinman in Starokostjantyniw geboren. Sein Vater Hirsch Weinman war Kantor und Ben-Zion wollte ursprünglich Rabbiner werden. 1909 zog die Familie nach Galizien. Mit 17 Jahren ging er nach Wien, um Kunst zu studieren, wurde aber wegen Antisemitismus nicht an der Wiener Akademie der bildenden Künste aufgenommen. Schon früh schrieb er unter dem Namen Benzion Weinman Märchen und Gedichte in hebräischer Sprache. 1920 emigrierte er nach dem Tod seines Vaters in die USA, wo er als Hebräischlehrer arbeitete. Als er zu malen begann, legte er seinen Nachnamen ab und nannte sich Ben-Zion. Sein erstes großformatiges Gemälde war Friday Evening (1933), das den Sabbat-Tisch seiner Familie zeigt. 1936 hatte er seine erste Einzelausstellung in der Artists’ Gallery in New York. Er war weitgehend Autodidakt.
Von 1936 bis 1942 war er Gründungsmitglied der expressionistischen Künstlergruppe The Ten, der auch Mark Rothko, Adolph Gottlieb, Louis Schanker, Joseph Solman, Ilya Bolotowsky und andere angehörten. Ziel der Gruppe war es, gegen die Gleichsetzung von amerikanischer Malerei mit buchstäblicher Malerei zu protestieren.  
Von den 1930er bis in die 1960er Jahre unterrichtete Ben-Zion Kunst im Rahmen der Works Progress Administration an der Cooper Union und an anderen Orten. In den 1950er Jahren begann er, sich mit dem Werkstoff Eisen zu beschäftigen. 1959 veranstaltete das Jewish Museum in New York eine Retrospektive seines Werks.  

## Werk
In seinem Frühwerk beschäftigte sich Ben-Zion mit sozialen und politischen Themen. Werke wie Lynching, The Glory of War und De Profundis spiegeln seine Auseinandersetzung mit Chaos und Ordnung wider. Später wandte er sich mehr mythischen und symbolischen Themen zu und ließ sich von antiker Literatur, Mythologie und jüdischer Folklore inspirieren. Neben Gestalten aus der hebräischen Bibel beschäftigte er sich mit Motiven wie Gilgamesch und Enkidu, Masken, Vögeln, Insekten und Don Quijote.
Seine enge Verbundenheit mit der Natur spiegelt sich in Landschaften mit weiten Feldern und Obstgärten sowie in Stillleben, in denen er die kräftigen Formen von Disteln und die leuchtenden Farben von Mohnblumen darstellte. Neben der bildenden Kunst sammelte er Naturgegenstände, Tier- und Mineralienartefakte sowie prähistorische Objekte, die seine Auseinandersetzung mit der Vergangenheit und der Kunstgeschichte beeinflussten.